# História de Tomar
A história da cidade de Tomar remonta à pré-história segundo vestigios arqueológicos que sugerem a presença humana em Tomar desde a pré-história.

## Origens de Tomar

### Tomar romana: Sellium
Em 480 a.C. a zona foi tomada pelos Túrdulos, e no séc. I d.C. pelo Imperador Augusto, passando a chamar-se a povoação de Sellium. Estava localizada na margem direita do Rio Nabão, a zona mais salubre e com mais sol, no percurso que ligava Olisipo a Bracara Augusta. O traçado urbanístico era ortogonal, tal como de outras cidades romanas.
Tomar visigótica: Naba
Na divisão dos Bispados feita por Wamba é chamada Naba. Em 652 da era de Cristo era populosa e governada por Castinaldo, com subordinação aos reis Godos.

### Tomar muçulmana: Thamara
Com o enfraquecimento do império visigótico, em 716 os muçulmanos chegaram à regiao e ocuparam a povoação visigótica Selio, na margem direita do rio, sem dificuldades. No monte construiram uma atalaia para vigilância, onde hoje em dia está localizado o castelo. Neste, uma das portas tem exatamente o nome de Porta da Almedina, ou seja, porta da cidade. Ao rio chamaram Tamaramá, que traduzido significa "doces águas", e à cidade Thamara.
A subsistência da povoação, que viveu e prosperou num clima de tolerância religiosa, era principalmente produtos agrícolas. Plantaram-se pela primeira vez citrinos e foi nesta etapa que introduziram as rodas hidráulicas de rega e o açude de estacaria.

### A chegada dos Templários: Thomar
Depois da conquista definitiva da região pelo Rei Afonso Henriques em 1147, a terra foi doada como feudo à Ordem dos Templários, tendo sido terra de fronteira durante quase um século.
O Grão-Mestre desta Ordem, Dom Gualdim Pais, iniciou em 1160 a construção do Castelo e Convento que viria a ser a sede dos Templários em Portugal. Antes deste já um terá tido iniciada a sua construção (Castelo de Ceras), donde atualmente só resultam as ruínas.
O Foral foi concedido por D. Gualdim em 1162.
De Tomar os Templários governavam vastas possessões do centro do Reino de Portugal, que estavam obrigados a defender dos ataques vindos dos estados muçulmanos a sul. Como muitos senhores das então pouco povoadas regiões da fronteira, aos vilãos foram concedidos muitos direitos que não tinham os habitantes do norte do país.
Aqueles que podiam sustentar um cavalo estavam obrigados ao serviço militar em troca de privilégios. As mulheres também podiam ingressar na Ordem, mas não combatiam.
Em 1190 a cidade foi cercada pelo califa almóada Iacube Almançor, mas os Monges Cavaleiros tiveram sucesso em defendê-la sob o comando de Gualdim Pais.

### O papel da Ordem de Cristo
Em 1314, sob pressão do Papa, que queria abolir a Ordem Templária de toda a Europa, o Rei D. Dinis, persuadiu o Vaticano a criar a nova Ordem de Cristo e transferir todas as propriedades e pessoal dos Templários para esta. Esta Ordem foi sediada primeiramente em Castro Marim (no sudeste do Algarve) em 1319 mas em 1356 regressou a Tomar.
No Século XV o clérigo Grão-Mestre passou a ser nomeado pelo Papa, enquanto o leigo Mestre ou Governador passava a ser indicado pelo Rei, em substituição a serem ambos eleitos pelos frades.

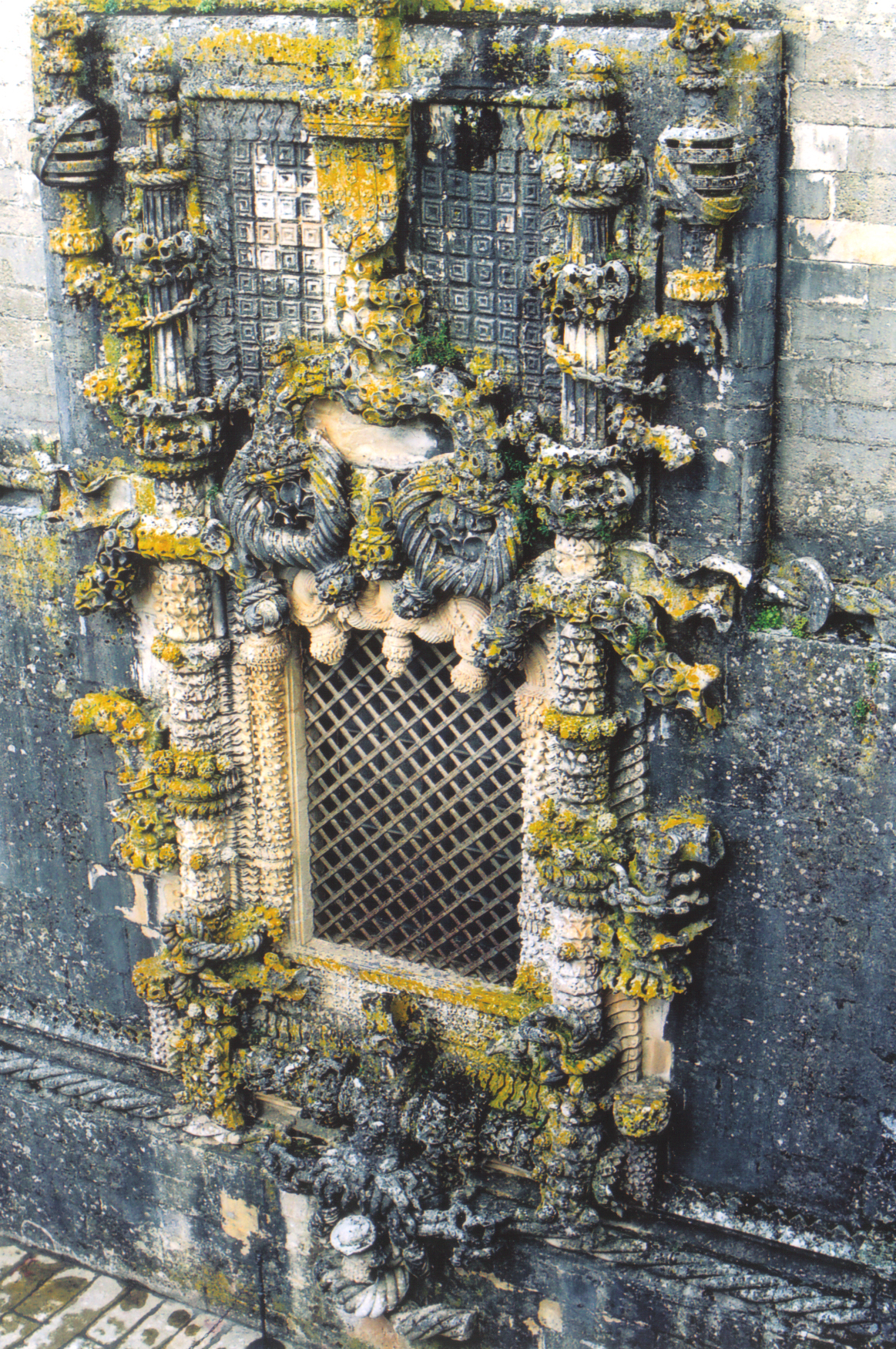
Janela do Convento de Cristo - Janela do Capítulo

O Infante Dom Henrique foi designado mais tarde Governador da Ordem, e acredita-se que os recursos e conhecimentos desta lhe foram cruciais para o sucesso das suas expedições para África e o Atlântico.
A Cruz da Ordem de Cristo era pintada nas velas das caravelas que partiam, enquanto todas as missões e igrejas cristãs além-mar permaneceram sob jurisdição do Prior de Tomar até 1514.
A ainda existente Igreja de Santa Maria do Olival, com os seus símbolos místicos Templários foi construída como igreja-mãe de todas as novas igrejas construídas nos Açores, Madeira, África, Brasil, India e Ásia.
O Infante Dom Henrique foi o primeiro, depois de Gualdim Pais, a renovar todo o complexo do Convento de Cristo. Além disso desviou o rio Nabão, permitindo drenar pântanos e prevenindo cheias. Deste modo a cidade conseguiu aumentar significativamente de tamanho. As novas ruas foram desenhadas na forma geométrica de hoje segundo as suas orientações.
Em 1438, o Rei Dom Duarte seu irmão por se ter deslocado para fora de Lisboa devido à Peste Negra, morreu em Tomar.
Com a expulsão dos judeus de Espanha em 1492, a cidade que tinha uma boa sinagoga acolheu grande número de artesãos, profissionais e mercadores refugiados. A muito significativa população judaica deu novo ímpeto à cidade, com a sua experiência nas profissões e no comércio. Estes foram vitais para o bom êxito da abertura das novas rotas comerciais em África na época dos Descobrimentos. A sinagoga original, mandada construir pelo Infante Dom Henrique, ainda existe.
Durante o Reinado de Dom Manuel I o Convento tomou a sua forma final, com predomínio do novo estilo Manuelino. Com a crescente importância da cidade enquanto mestre do novo império comercial português, o próprio Rei pediu e recebeu do Papa o título de Mestre da Ordem.

### A perseguição pela Inquisição
Depois do estabelecimento de um Tribunal da Inquisição na cidade, iniciou-se a perseguição dos cristão-novos, que chegou a um máximo por volta de 1550. 
Muitos conseguiram fugir para a Holanda, Império Otomano ou Inglaterra. Muitos destes judeus, ditos marranos, foram presos, torturados e executados em Autos-de-Fé. Muitos mais foram expropriados pois como os bens expropriados revertiam para a própria Inquisição, a esta bastava apenas uma denúncia anónima e a ascendência judaica para expropriar qualquer rico mercador, fosse este criptojudeu ou não. Com os distúrbios económicos que esta perseguição fanática provocou, a cidade perdeu grande parte do seu dinamismo económico. Ainda hoje são muito comuns os nomes ou descendentes de cristão-novos entre os habitantes de Tomar.
A Ordem de Cristo, a partir daqui também passou a ser exclusivamente monástica. Muitos documentos alojados no castelo foram queimados nas fogueiras da Inquisição, numa ação levada a cabo pelo inquisidor Reverendo Padre Frei António de Lisboa. Todos os mestres templários cujos restos estavam na Igreja de Santa Maria do Olival, Panteão da Ordem e sede da vigararia, foram profanados e também exumados, exceto o do fundador e seu substituto.

### A dinastia Filipina
A cidade acolheu as Cortes de Tomar de 1581 que aclamaram o rei Filipe II de Castela e I de Aragão como Filipe I de Portugal, tornando-o monarca único de toda a Península Ibérica, no período denominado União Ibérica.
No Convento de Cristo constroem-se várias obras de vulto, como o Aqueduto de seis quilómetros e 180 arcos de volta perfeita, iniciado por encomenda de Filipe I e concluído na sua totalidade em 1619. Também são desta altura várias obras de beneficiação do Convento idealizadas por Filippo Terzi, e a construção do Dormitório Novo e da Sacristia Nova.

### O iluminismo e o desenvolvimento industrial
No Século XVIII Tomar tornou-se numa das cidades industrialmente mais vibrantes de Portugal. O Marquês de Pombal abre em 1789 a Real Fábrica com um mecanismo hidráulico inovador. No reinado de D. Maria I foi fundada outra Fábrica de Fiação por Jácome Ratton. O fluxo do rio era usado para produzir trabalho nesta e em muitas outras indústrias, com as do papel, vidro, sabões, sedas, metalúrgicas e outras.
Tomar esteve sob ocupação militar durante as Invasões Francesas ordenadas por Napoleão Bonaparte, contra a qual se revoltou. Foi liberada pelas tropas luso-inglesas comandadas por Wellington.
Em 1834, com a instauração do Liberalismo foram abolidas todas as ordens religiosas em Portugal e juntamente com elas a Ordem de Cristo.
Duarte Nunes de Leão, na sua "Descrição do Reino de Portugal", refere a povoação de Abrechoeira como pertencendo à Comarca de Tomar, não se achando dela notícia em outro lugar.

## Elevação de Tomar a cidade
Mais tarde, na sequência da visita da Rainha D. Maria II, Tomar foi elevada à categoria de Cidade em 1844, a primeira do Distrito de Santarém.

## Do séc. XX em diante
Em 17 de Março de 1914, durante o Congresso Nacional Operário de Tomar, é criada a União Operária Nacional.